# نيت سميث (موسيقي)
نيت سميث (بالإنجليزية: Nate Smith)‏ هو موسيقي أمريكي، ولد في 1974 في تشيسابيك في الولايات المتحدة.

## وصلات خارجية
- الموقع الرسمي
- نيت سميث على موقع ميوزك برينز (الإنجليزية)
- نيت سميث على موقع ديسكوغز (الإنجليزية)